# Temporada 1853-1854 del Liceu
La temporada 1853-1854, en oposició a l'italianisme a ultrança que dominava tots els teatres barcelonins, el Liceu proposà el 1853 Fra Diavolo d'Auber amb un èxit considerable.
| Temporada 1853-1854 del Liceu |                                                   |                  |                     | |           | |
| Òpera o sarsuela              | Compositor                                        | Director musical | Director d'escena   | Papers principals | Producció | Dates |
| Nabucco                       | Giuseppe Verdi                                    | Gabriel Balart   |                     | Teresa Rusmini / Amalia Corbari (20 juny), Joana Fossa, Josefa Gorriche, Antonio Superchi, Eugenio Hordan, Agustí Rodas, Luigi Debezzi           |           | 16 d'octubre al 2 de juliol |
| Lucia di Lammermoor           | Gaetano Donizetti                                 | Gabriel Balart   |                     | Amalia Corbari, Josefa Gorriche, Ettore Irfrè, Antonio Superchi, N. Cavaletti, Copinari, Luigi Debezzi                                           |           | 26 d'octubre al 24 de febrer |
| Jugar con fuego               | Francisco Asenjo Barbie Francisco Asenjo Barbieri |                  |                     | |           | 29 d'octubre |
| L'elisir d'amore              | Gaetano Donizetti                                 | Gabriel Balart   |                     | Amalia Corbari, Antonieta Aguiló, Ettore Irfrè, Antonio Superchi, Agustí Rodas                                                                   |           | 8 de novembre al 12 de març |
| Fra Diavolo                   | Daniel Auber                                      | Gabriel Balart   |                     | Teresa Rusmini, Joana Fossa, Eugenio Hordan, Francesc Porcell, Luigi Debezzi, Josep Obiols, Josep Aznar                                          |           | 11 de novembre al 28 de juny |
| Rigoletto                     | Giuseppe Verdi                                    | Eusebi Dalmau    |                     | Ettore Irfrè, Antonio Superchi, Amalia Corbari, Agustí Rodas, Antonieta Aguiló, Josefa Rodés, Josep Obiols                                       |           | 3, 4, 8, 11, 15, 22, 23, 25, 26 desembre 1853; 5, 6, 12, 15, 19, 31 gener; 7, 12, 26 febrer; 1, 11, 23 març; 6, 17 abril; 16 maig; 2 juny 1854 |
| Cargar sin bala               | José Vidal                                        |                  |                     | |           | 16 de desembre |
| Sueño y realidad              | Francesc Porcell i Guàrdia                        |                  |                     | |           | 24 de desembre |
| Geroma la castañera           | Mariano Soriano Fuertes                           |                  |                     | |           | 28 de desembre |
| Luisa Miller                  | Giuseppe Verdi                                    | Gabriel Balart   |                     | Amalia Corbari, Antonieta Aguiló, Joana Fossa, Ettore Irfrè, Antonio Superchi, Agustí Rodas, Luigi Debezzi, Josep Aznar                          |           | 1 de gener al 14 de març |
| La Muette de Portici          | Daniel Auber                                      | Gabriel Balart   |                     | Joana Fossa, Josefa Gorriche, Duchateau, Ettore Irfrè, Agustí Rodas, Eugenio Hordan, Luigi Debezzi                                               |           | 28 de gener al 25 de març |
| La figlia del deserto         | Josep Frexas                                      | Gabriel Balart   |                     | Antonio Superchi, Amalia Corbari, Catalina Mas i Porcell, Ettore Irfrè, Agustí Rodas, Josep Obiols, Luis Venturi, Josefa Gorriche, Luigi Debezzi |           | 16 de febrer al 6 de març |
| No más zarzuelas              | Francesc Porcell i Guàrdia                        |                  |                     | Catalina Mas i Porcell, Tenorio, Montero, Eugenio Hordan, Guerra, Valero, Sánchez, Rosell                                                        |           | 22 de febrer |
| Crispino e la comare          | Luigi Ricci i Federico Ricci                      | Gabriel Balart   |                     | Antonio Superchi, Amalia Corbari, Agustí Rodas, Josep Obiols, Eugenio Hordan, Luis Venturi                                                       |           | 18 de març al 16 d'abril |
| Semiramide                    | Gioachino Rossini                                 | Gabriel Balart   |                     | Amalia Corbari, Elena D'Angri, Josefa Gorriche, Agustí Rodas, Eugenio Hordan, Luis Venturi, Luigi Debezzi                                        |           | 20 d'abril |
| La cenerentola                | Gioachino Rossini                                 |                  |                     | Eugenio Hordan, Antonio Superchi, Insom, Caterina Mas-Porcell, Joana Fossa, Elena d'Angri, Luis Venturi                                          |           | 27 d'abril |
| Il barbiere di Siviglia       | Gioachino Rossini                                 | Gabriel Balart   | Giovanni Cavalletti | Ettore Irfrè, Francesc Porcell, Elena D'Angri, Antonio Superchi, Agustí Rodas, Joana Fossa                                                       |           | 4 de maig al 14 de juny |
| Il trovatore                  | Giuseppe Verdi                                    | Gabriel Balart   | Giuseppe Cavalletti | Antonio Superchi, Amalia Corbari, Elena D'Angri, Ettore Irfrè, Agustí Rodas, Joana Fossa, Luigi Debezzi, Josep Obiols, Joan Artigas              |           | 20, 21, 23, 25, 30 maig; 4, 15, 24, 27 juny |
| I Capuleti e i Montecchi      | Vincenzo Bellini                                  | Gabriel Balart   |                     | Amalia Corbari, Elena D'Angri, Ettore Irfrè, Josep Azar, Josep Obiols                                                                            |           | 8 al 30 de juny |
| Linda di Chamounix            | Gaetano Donizetti                                 | Gabriel Balart   |                     | Amalia Corbari, Gironella, Antonio Superchi |           | 13 de juny |